# Karl Flink
Karl Flink (* 7. Dezember 1895 in Weilerswist; † 28. November 1958) war ein deutscher Fußballspieler und -trainer.

## Leben
Flink war Gastwirtssohn und begann seine sportliche Laufbahn als Turner. Nachdem er am städtischen Gymnasium in Brühl und dem dortigen Brühler SV 06 mit dem Fußballspielen begonnen hatte, schloss er sich 1910 dem Spitzenclub Kölner BC an, wo er sich langsam von der achten Mannschaft bis in die erste Mannschaft vorarbeitete. Während des Ersten Weltkrieges spielte er als Gastspieler in Berlin. Dort schloss er 1919 eine Ausbildung zum Fußball-Lehrer ab. Karl Flink wurde dreimal in die Berlin-Auswahl berufen, dreimal in die Auswahl Süddeutschlands und in der Auswahl Westdeutschlands kam er auf zwanzig Einsätze.
Flink bestritt am 2. Juli 1922 vor 35.000 Zuschauern beim 0:0 gegen Ungarn sein einziges Länderspiel für die deutsche Fußballnationalmannschaft. Der nur 1,57 m große Mittelfeldspieler rechter Läufer kam dabei auch nur zum Einsatz, weil einige Stammkräfte fehlten.
Bereits in den 1920er Jahren nahm Flink seine erste Fußball-Lehrerstelle wahr, als er Trainer beim Siegburger SV 04 war. In den 1930er Jahren betrieb er die Gastwirtschaft Kölner Hof in Weilerswist. Zum 1. Mai 1933 trat er der NSDAP bei (Mitgliedsnummer 2.227.522). Zweimal, von 1934 bis zum Herbst 1935 und von 1937 bis 1939, betreute er Fortuna Düsseldorf. Flink war nach der Gründung des 1. FC Köln im Februar 1948 dort der erste Trainer, bevor er im Juli 1948 erneut zu Fortuna Düsseldorf ging. Er betreute die Fortuna bis zum Januar 1949, als er von Theo Breuer abgelöst wurde. Später trainierte er unter anderem den TSV Eller 04 und VfB Bottrop. Nach seiner Trainerlaufbahn betrieb er eine Toto-Annahmestelle am Düsseldorfer Hauptbahnhof.
Karl Flink, der sich nach dem Tode seiner Frau zum zweiten Mal verheiratet hatte, starb mit 62 Jahren am 28. November 1958.